# Motorradausstellung Neuhausen/Erzgeb.
Die Motorradausstellung Neuhausen/Erzgeb. stellt eine komplette Sammlung von in der DDR in Serie produzierten und offiziell importierten Motorradmodellen der Jahre 1945 bis 1989 dar. Sie gehört der Familie Schwarz aus Warmbad. Die Ausstellung befindet sich seit Juli 2019 im Museumskomplex am Nussknackermuseum. Zuvor befand sie sich in einer Berufsschule bzw. im Schloss Purschenstein.